# Josef Škoda

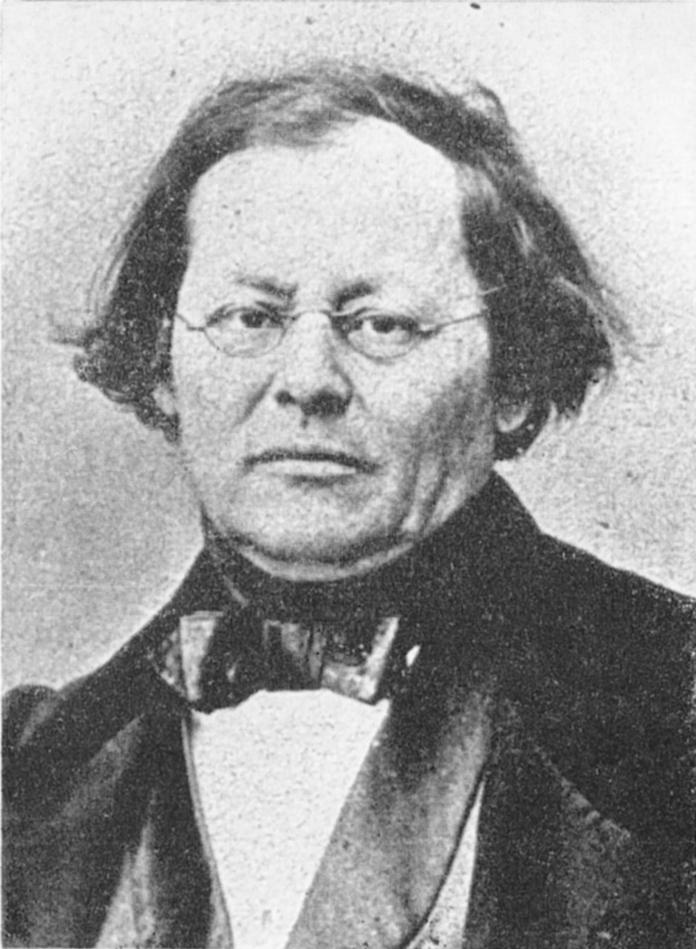
Joseph Skoda.

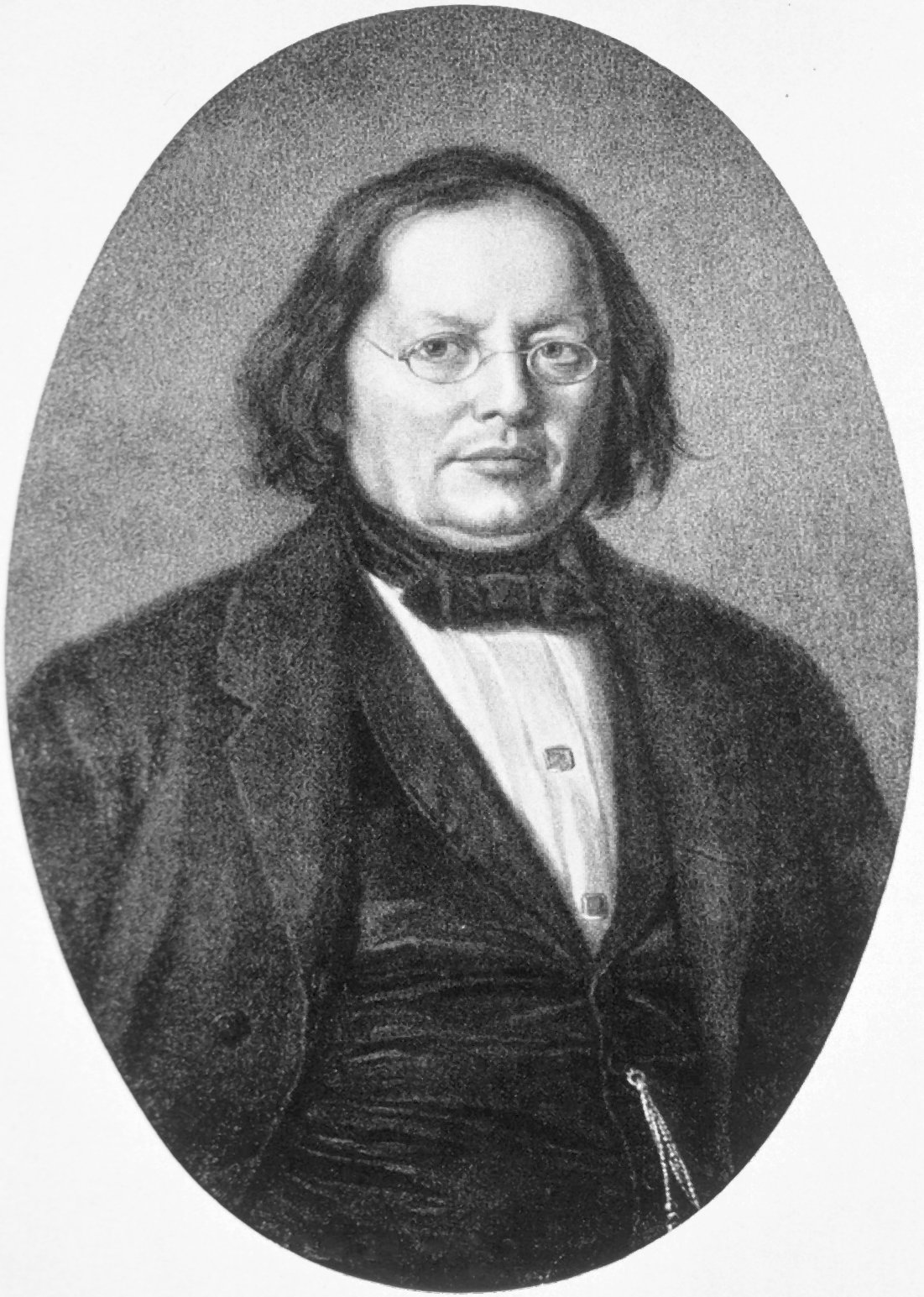
Joseph Skoda.

Josef Škoda (Pilsen, actual República Checa, 10 de diciembre de 1805 - Viena, 13 de junio de 1881) fue un médico y profesor checo, fundador, junto a Carl von Rokitansky, de la Escuela Moderna de Medicina de Viena. Es considerado el principal exponente del “nihilismo terapéutico”, corriente médica de finales del siglo XIX que propugnaba abstenerse de cualquier intervención terapéutica, dejando al cuerpo recuperarse solo o a través de dietas apropiadas, como tratamiento de elección frente a muchas enfermedades. Fue un notable dermatólogo y clínico, alcanzando fama por sus diagnósticos brillantes, certeros e inmediatos.

## Biografía
Hijo de un cerrajero, cursa estudios primarios en su localidad natal e ingresa en la Universidad de Viena en 1825. El 10 de julio de 1831 obtiene el título de Doctor en Medicina y comienza su carrera profesional en Baviera, durante la epidemia de cólera del 32, y desde 1832 a 1838 trabaja como médico asistente en el Hospital General de Viena. Durante el año 1839 trabaja como médico de caridad para la ciudad de Viena y en 1840 es nombrado director médico del Departamento para la Tuberculosis recién inaugurado en el Hospital General de Viena.
En 1846 y gracias al empeño de Carl von Rokitansky, profesor de anatomía patológica, es nombrado profesor de medicina clínica, en contra de los deseos del resto de facultativos del hospital. En 1848 comienza a dar clases en alemán, en vez de latín, siendo el primer profesor de Viena en hacerlo.
Entre sus alumnos se contó el médico húngaro Ignaz Semmelweis.
El 17 de julio de 1848 es nombrado miembro de la sección físico-matemática de la Academia Austríaca de las Ciencias, y en 1871 deja la docencia y sus alumnos organizan como homenaje una gran procesión de antorchas por Viena.
Rokitansky dijo de Skoda: “Una luz para los que estudian, un modelo para los que se esfuerzan, y una roca para los que desesperan.”

## Obras
El mérito más reconocido de Skoda es el desarrollo de diversos métodos de diagnóstico físico: recuperó, por ejemplo, la olvidada técnica de la percusión diagnóstica propuesta por Leopold Auenbrugger (1722-1809) y la amplió para diversas patologías pulmonares. Estas técnicas son empleadas aún hoy en día por los médicos para el diagnóstico de enfermedades que modifican el contenido aéreo de los pulmones.
Su primera publicación “Über die Perkussion” (Sobre la percusión) (Medizinische Jahrbücher des k.k. österreichen Kaiserstaates", IX (1836)) no atrajo, sin embargo, demasiada atención entre sus colegas de profesión, quienes se quejaban de la incomodidad que esta técnica diagnóstica suponía para el paciente.
La siguiente obra publicada por Skoda fue "Über den Herzstoss und die durch die Herzbewegungen verursachten Töne und über die Anwendung der Perkussion bei Untersuchung der Organe des Unterleibes" (Sobre la percusión del corazón y los sonidos originados por los movimientos cardíacos, y su aplicación a la investigación de los órganos abdominales), en 1837.
En 1838 publica "Über Abdominaltyphus und dessen Behandlung mit Alumen crudum" (Sobre el tifus abdominal y su tratamiento con alumen) y "Untersuchungsmethode zur Bestimmung des Zustandes des Herzens" (Métodos de investigación de los estados del corazón), y en 1839 "Über Pericarditis in pathologisch-anatomischer und diagnostischer Beziehung" (Sobre la pericarditis en anatomía patológica y diagnósticos relacionados) y "Über Piorrys Semiotik und Diagnostik" (Sobre el diagnóstico y la semiología de Piorry). Finalmente, en 1840 publica "Über die Diagnose der Herzklappenfehler" (Sobre el diagnóstico de los defectos de las válvulas cardíacas).
En 1841 crea el departamento para las enfermedades de la piel, lo que supondrá el impulso definitivo para la reorganización de la dermatología llevada a cabo por Ferdinand von Hebra.